# Dunboyne
Dunboyne (irisch Dún Búinne, vermutliche Bedeutung: „Festung des Baoithin/Búinne“) ist eine Stadt im County Meath in der Republik Irland. Während der Ort 1991 noch eine Einwohnerzahl von 2392 Personen hatte, hat diese sich bis zum Jahr 2022 auf 7155 Einwohner verdreifacht. Viele der Einwohner pendeln nach Dublin zur Arbeit.
Dunboyne liegt an der Kreuzung der beiden Regionalstraßen R156 und R157. Die Autobahn M3 führt nordöstlich des Ortes vorbei.

## Geschichte
Die Geschichte von Dunboyne reicht bis ins Mittelalter zurück. Der Ort wurde 1423 erstmals urkundlich erwähnt, als König Heinrich IV. dem Profos (Bürgermeister) von Dunboyne befahl, Truppen zur Verteidigung von Trim aufzustellen. Das zeigt, dass Dunboyne damals schon eine bedeutende Gemeinde gewesen sein muss.

### Rebellion von 1798
Viele, die in der Rebellion von 1798 gegen die britische Herrschaft kämpften, hatten ihre Heimat im Ort. Das hatte zur Folge, dass die Stadt von den Briten niedergebrannt wurde. Im 19. Jahrhundert wurde sie jedoch als Marktgemeinde wieder aufgebaut. Viele wohlhabende Bürger aus Dublin errichteten hier ihre Landhäuser.

### Das Schloss von Dunboyne
An Stelle des alten, befestigten Schlosses von Dunboyne, das der Familie Butler, deren Oberhaupt den Titel Baron Dunboyne trug, als Stammsitz diente, wurde im 18. Jahrhundert ein Herrschaftshaus im georgianischen Stil erbaut. Später ging es in den Besitz der Familie Mangan über und war in den 1890ern und 1900ern der Sitz von Simon Mangan, Lord Lieutenant des County Meath, und diente später als Hotel. Das Hotel wurde 1950 verkauft und in einen Konvent umgewandelt. Dieser wurde wegen Gebäudeschäden 1990 wieder aufgelöst. 2006 wurde um die Reste des alten Gebäudes herum ein neues Hotel errichtet.

## Geographie
Dunboyne liegt nahe der Mündung des Castle River in die Tolka. Die Zufahrtsstraßen führen jeweils über Brücken in den Ortskern. 1987, 2000 und 2002 gab es größere Überflutungen.

## Verkehr
Im Großraum von Dublin gelegen, ist Dunboyne ein Teil des in den öffentlichen Nahverkehr der irischen Hauptstadt einbezogenen Verkehrsnetzes. Der im Jahr 2005 veröffentlichte Infrastrukturplan „Transport 21“ belebte den Neubau von Schienen- und Straßenverbindungen mit dem Fokus auf Dublin. Im Bereich Dunboyne wurden mehrere Verkehrsvorhaben verwirklicht, bevor ein großer Teil der Pläne aus budgetären Gründen infolge der Finanzkrise ab 2007 im Jahr 2011 eingestellt bzw. verschoben werden mussten.

### Straßen
Seit 2010 ersetzt der M3 motorway (Autobahn M3) nahe Dunboyne die frühere Nationalstraße N3. Der M3 motorway ist 48 km lang, abschnittsweise bemautet und findet an den beiden Endstellen einen Anschluss an die N3.

### Eisenbahn

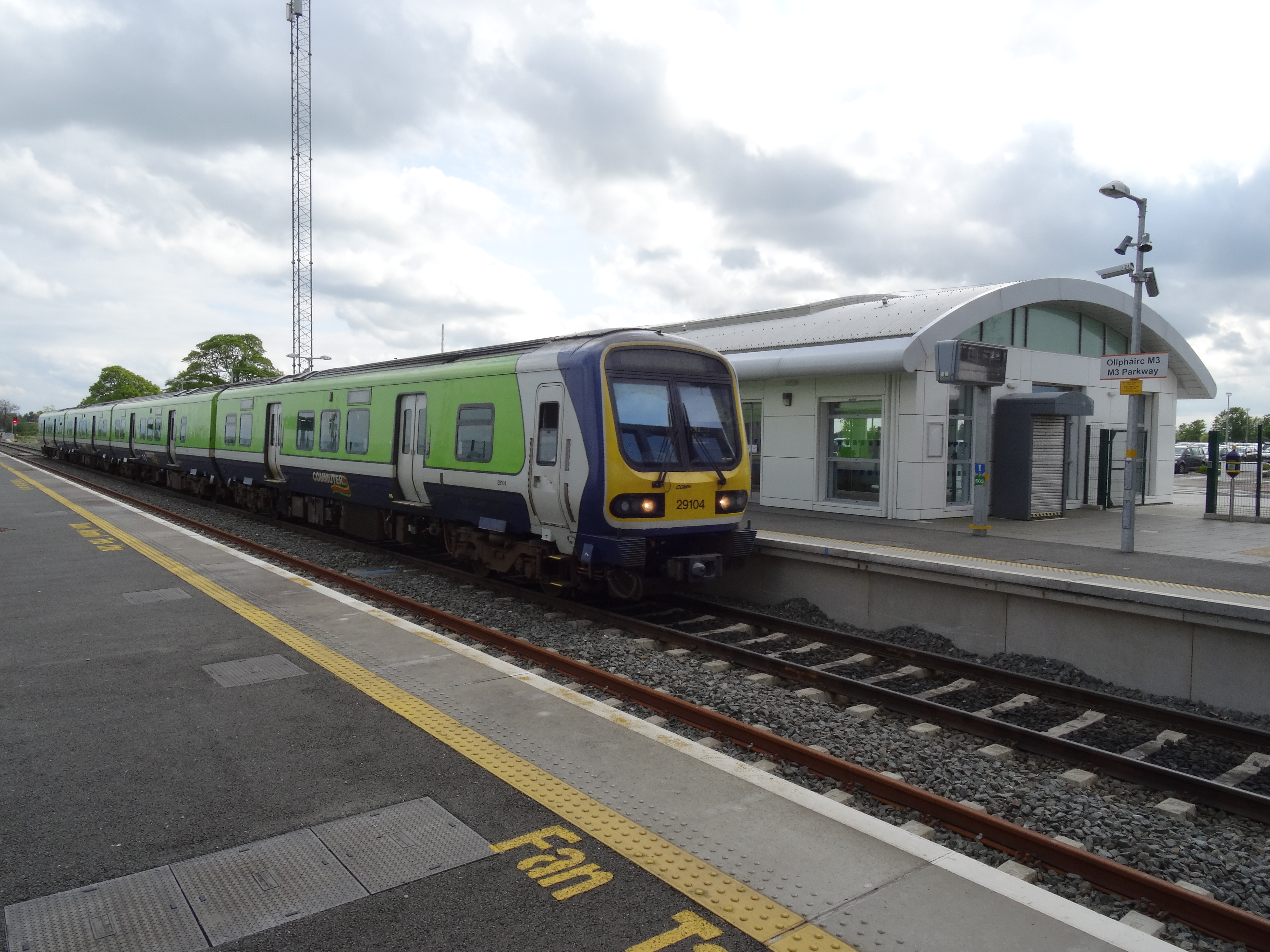
M3 Parkway Railway Station in Dunboyne

Der erste Bahnhof des Ortes wurde am 29. August 1862 eröffnet. Er lag an der Bahnstrecke von Clonsilla nach Navan. Am 27. Januar 1947 wurde die Bahnlinie für den Personenverkehr eingestellt. Nachdem auch der Güterverkehr zum Erliegen gekommen war, wurde der Bahnhof am 1. April 1963 endgültig geschlossen und zu einem Wohnhaus umgebaut. 
Schon im Entwicklungsplan 2000 bis 2016 des Dublin Transportation Office wurde die Wiederbelebung bzw. Neuerrichtung einer Bahnstrecke zwischen Dublin und Navan empfohlen. Bisher wurde jedoch nur die 7,5 km lange Teilstrecke von Clonsilla nach Dunboyne gebaut und im Jahr 2010 eröffnet. Sie bietet eine Anbindung von Dunboyne an die Streckenführung der Commuter-Strecke Maynooth-Dublin, einer dieselbetriebenen Vorortbahn, mit Umsteigemöglichkeiten oder direkten Zügen bis zur Connolly Railway Station, wo man auf die Züge der elektrifizierten DART-Strecke umsteigen kann, bzw. zur Docklands Railway Station.
Im Gemeindegebiet von Dunboyne liegen derzeit zwei neue Bahnstationen: Dunboyne Railway Station und M3 Parkway Railway Station. Letztere ist ein Endbahnhof, der den Anschluss des 1200 Stellplätze umfassenden Park-and-Ride-Gebiets am Knotenpunkt der Autobahn M3 und der R157 an den Schienenverkehr ermöglichen soll. Der Bau der projektierten 34 km langen Anschlussstrecke von der M3 Parkway Railway Station nach Navan wurde auf unbestimmte Zeit verschoben.

### Buslinien
Der Ort ist an den Bus-Nahverkehr von Dublin angebunden. Außerdem hält die Fernlinie von Dublin nach Navan hier.

## Sport

### Motorsport
In Dunboyne fanden zwischen 1958 und 1967 Rennen sowohl für Autos als auch für Motorräder statt. Der Kurs war etwa dreieckig und 6 km lang mit schnellen Geraden und Haarnadelkurven. Start und Ziel waren in Dunboyne selbst und der Kurs erstreckte sich auf öffentlichen Straßen rund um den Ort. In dieser Zeit wurden Rennen wie z. B. die Leinster Trophy, Dunboyne Trophy und Holmpatrick Trophy veranstaltet. Der Dunboyne Motor Club veranstaltet jährlich ein Treffen von Rennwagen und Motorrädern, um mit diesem "Spirit of Dunboyne" an die Renntradition anzuknüpfen.
Auf der alten Rennstrecke veranstaltet der Dunboyne Athletic Club jährlich einen Lauf, den  Annual Easter Sunday Road race bei dem der Sieger mit der Mattie McGrath Trophy geehrt wird.

### Rugby
Aus Dunboyne stammen zwei international bekannte Rugby-Spieler: Die Brüder Tom und Conleth Feighery.

### Fußball
Es gibt zwei Clubs am Ort: Den Dunboyne AFC und den St. Patrick’s FC, der sich auch Kilbreena FC nennt.

## Schulen und Colleges
- Dunboyne Junior Primary School
- Dunboyne Senior Primary School
- Gaelscoil Thulach na nÓg
- St Peter’s National School (Church of Ireland)
- St. Peter’s College
- Dunboyne College of Further Education

## Söhne und Töchter der Stadt
- John Bruton (1947–2024), Politiker (Fine Gael) und Ministerpräsident der Republik Irland